# 翁民梨辛標信

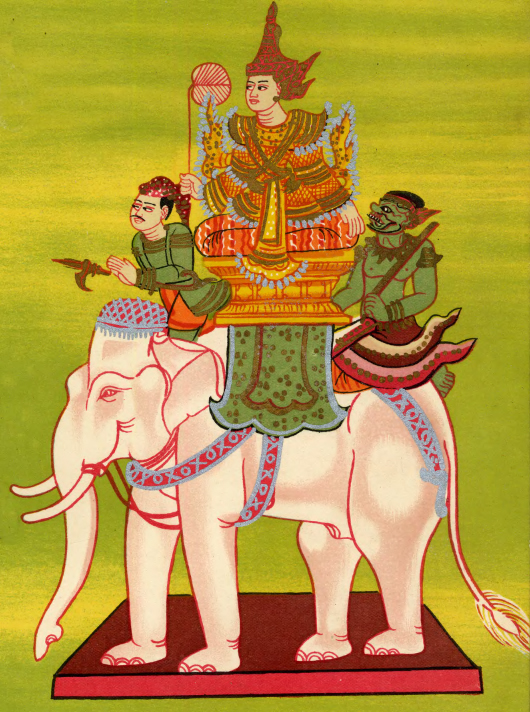
翁民梨辛標信

翁民梨辛標信（發音：[àʊɴ pɪ̀ɴlɛ̀ sʰɪ̀ɴbjùʃɪ̀ɴ]，意為「翁民梨的白象王」）是37尊緬甸官方神靈之一。他生前是緬甸阿瓦王朝國王梯訶都，梯訶都在翁民梨（阿摩羅補羅附近）死於錫箔詔法的伏擊暗殺。翁民梨辛標信一般被描繪成身著王室盛裝、盤腿於白象背椅上的坐姿男子，並有兩隨從持兵伏於象椅前後。